# 렙토스피라

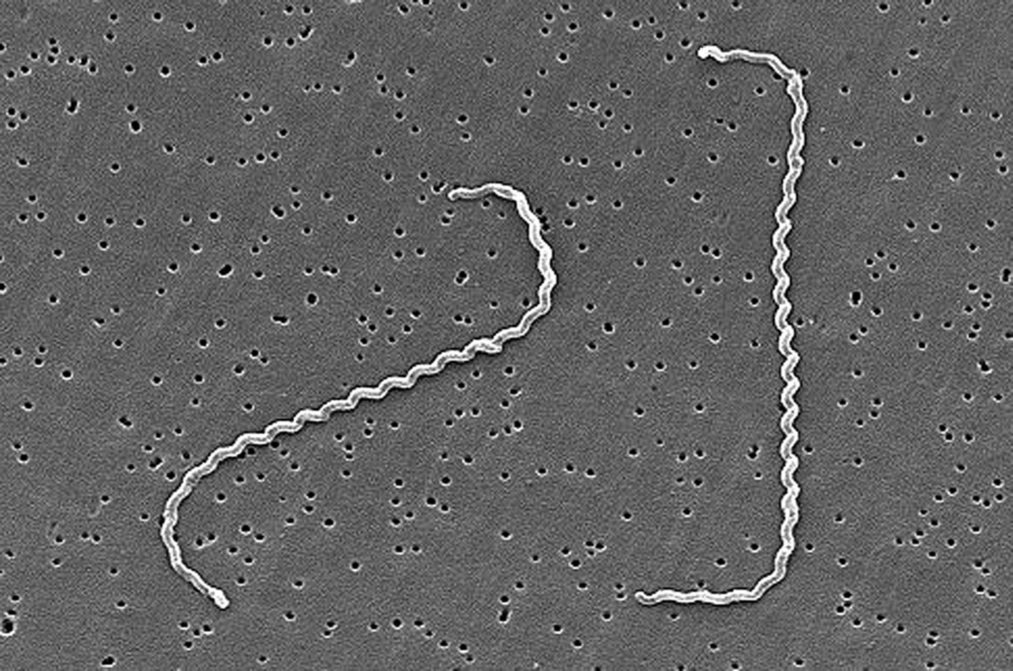

렙토스피라(leptospira, 고대 그리스어 : leptos, 'fine, thin'및 라틴어 : spira, 'coil'에서 유래)는 적은 수의 병원성 및 부생균(腐生菌,saprophytic species) 종을 포함하는 스피로헤타(spirochaete) 박테리아의 속이다. 렙토스피라는 1907년에 "황열병"으로 사망한 것으로 알려진 렙토스피라증 환자의 신장 조직 조각에서 처음 관찰되었다.

## 렙토스피라증
렙토스피라증(leptospira症)은 핏속에 렙토스피라가 퍼져 주로 간, 신장, 중추 신경 계통에 기생하여 일으키는 병을 통틀어 이르는 용어이다. 바일병, 추계 렙토스피라(秋季leptospira), 칠일열 렙토스피라(七日熱leptospira) 따위가 있다. 한편 렙토스피라황달(leptospira黃疸)증상은  렙토스피라의 다양한 종에 감염되어 부수적으로 생기는 황달이다.

## 같이 보기
- CDV
- 광견병
- CPV
- CPIV
- 아데노바이러스